# Dolichopus uralensis
Dolichopus uralensis är en tvåvingeart som beskrevs av Stackelberg 1933. Dolichopus uralensis ingår i släktet Dolichopus och familjen styltflugor. Inga underarter finns listade i Catalogue of Life.